# Lettomanoppello
Lettomanoppello es una localidad de 3.090 habitantes en la provincia de Pescara: forma parte de la Comunità Montana della Maiella e del Morrone y del Parque nacional de la Majella.

## Historia
Llamada Terra Lecti Prope Manoppellum en documentos en la Edad Media, surge en torno al lugar de culto del Santo Ángel.
En 1279 fue feudo de los Abaminte di Letto, mientras en 1338 de los Orsini que perdieron el pueblo en 1405.
En 1669 fue posesión de Portolonia Pietro Santo Profenda.

## Evolución demográfica
| Gráfica de evolución demográfica de Lettomanoppello entre 1861 y 2001 |
|                                                                       |
| Fuente ISTAT - elaboración gráfica de Wikipedia                       |

## Economía
En los alrededores se elabora la piedra llamada Tholos.
- Datos: Q51365
- Multimedia: Lettomanoppello / Q51365

1. ↑  Worldpostalcodes.org, código postal n.º 65020.
2. ↑  «Codici Catastali». Comuni-italiani.it (en italiano). Consultado el 29 de abril de 2017.